# Caranx ignobilis
Caranx ignobilis är en fiskart som först beskrevs av Forsskål, 1775.  Caranx ignobilis ingår i släktet Caranx och familjen taggmakrillfiskar. Inga underarter finns listade.